# Gehörstav
En gehörstav var inom skråväsendet en motsvarighet till en ordförandeklubba. Vanligen var gehörstaven gjord av trä och behängd med färgrika band. Åldermannen i skrået ledde sammankomster med hjälp av gehörstaven.